# Piccone

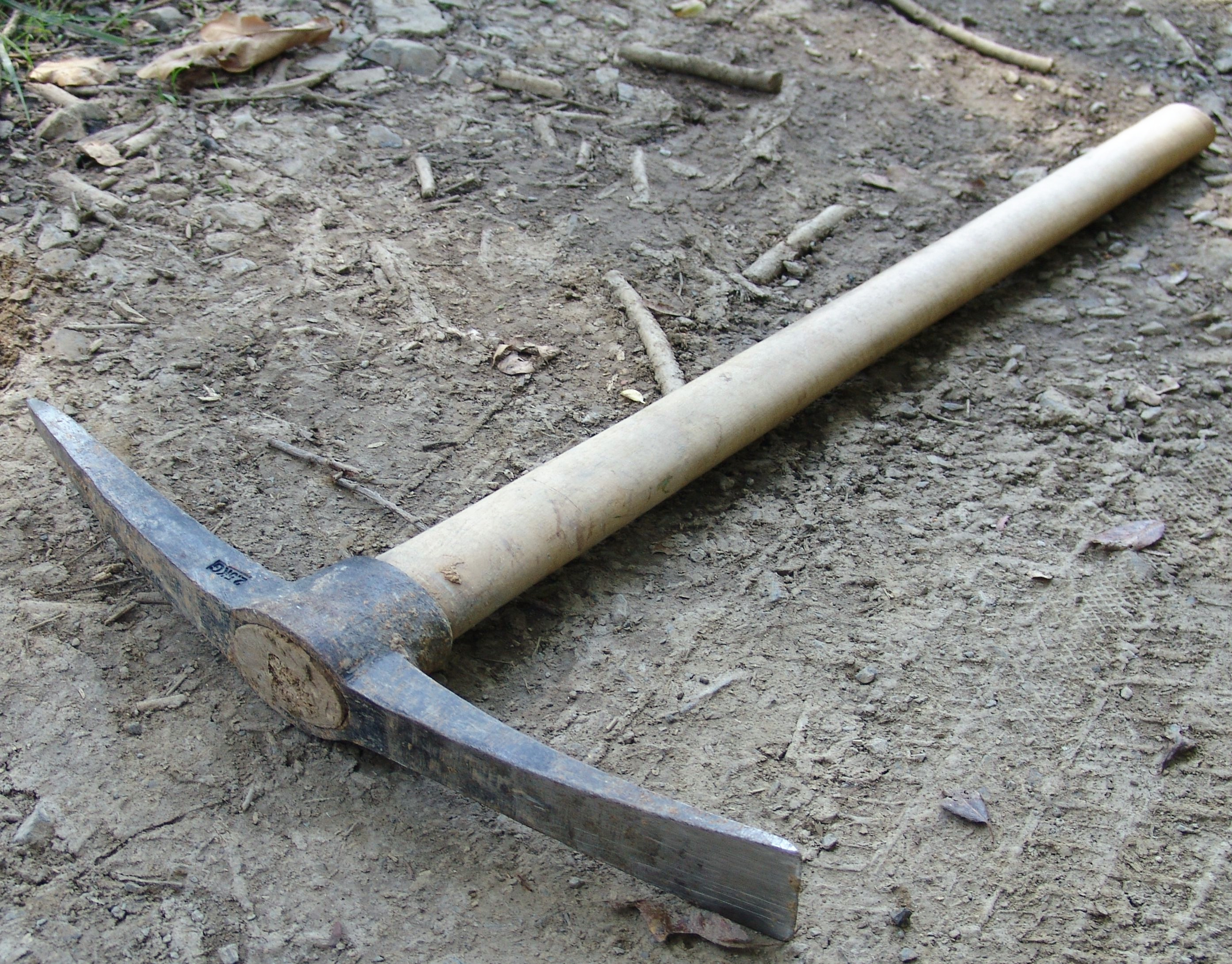
Un piccone, nel modello con un'estremità a punta e l'altra a taglio.

Il piccone è un arnese manuale, generalmente a forma di T, utilizzato per fare leva o spezzare i terreni duri e le rocce; è destinato principalmente ai lavori agricoli, ai lavori di sterro o all'estrazione nelle miniere. Nelle fortificazioni, il piccone era uno strumento fondamentale per attaccare e difendere le roccaforti.

## Descrizione
Il piccone è costituito da una "testa" tipicamente di metallo, fissata perpendicolarmente a un lungo manico in legno (quercia, ciliegio, bosso o gaggia). La testa è leggermente ricurva, terminante con due punte o con un'estremità a punta e l'altra a taglio.
Viene usato in molti settori, tra cui l'edilizia (ove pala e piccone erano gli attrezzi tipici del manovale), l'industria mineraria, le costruzioni stradali e l'agricoltura. Attualmente, nelle applicazioni più impegnative, viene spesso sostituito dal più moderno martello pneumatico e il suo impiego è sempre più ridotto alle opere di manutenzione, al giardinaggio e a piccoli lavori.

## Etimologia

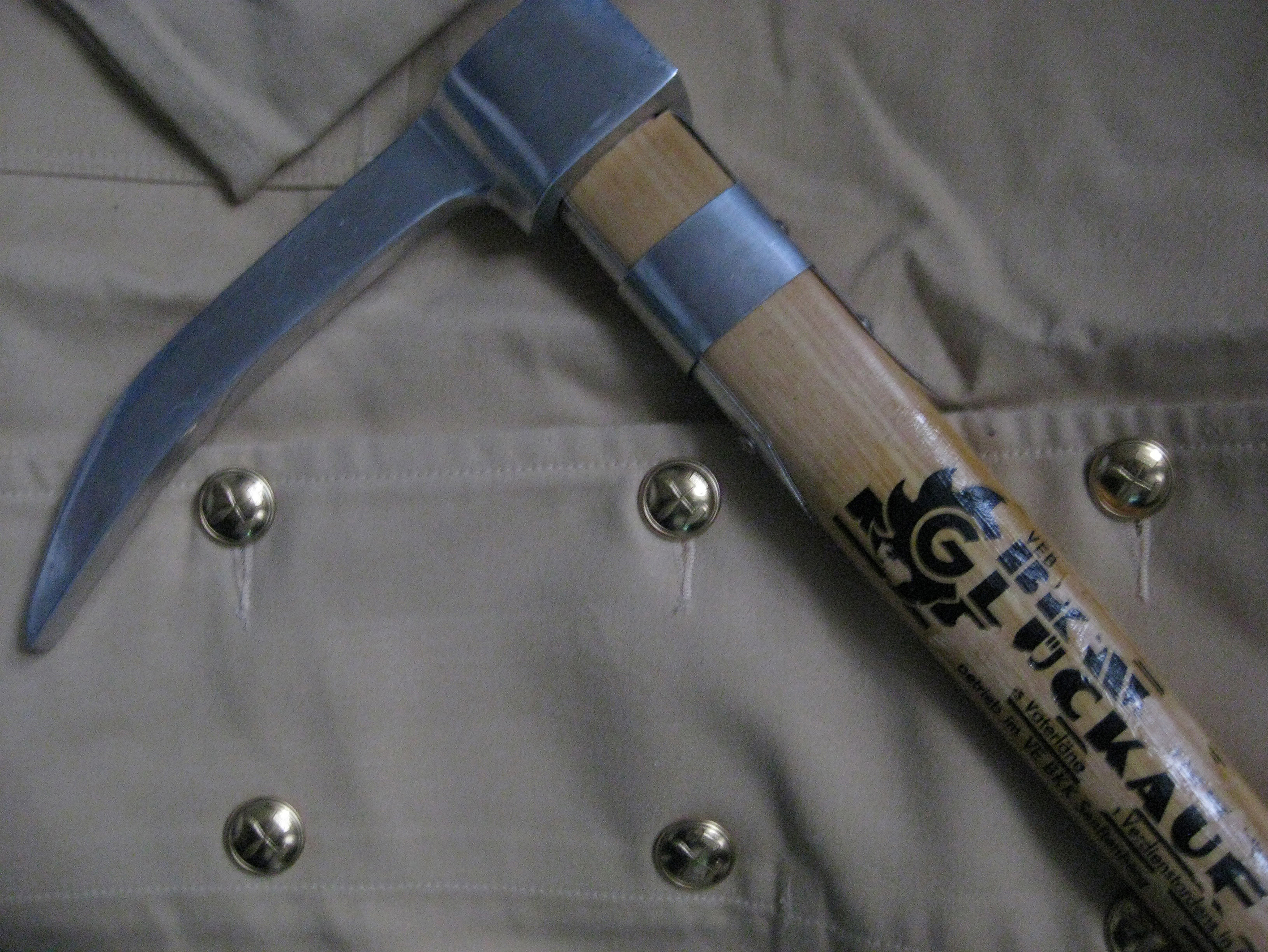
Piccone da cerimonia di un minatore di Senftenberg (Germania).

L'Oxford Dictionary of English afferma che sia "pick" che "pickaxe" hanno lo stesso significato, essendo uno strumento con un lungo manico ad angolo retto rispetto a una barra curva di ferro o acciaio con una punta a un'estremità e uno scalpello o una punta a l'altro, usato per frantumare terreno duro o roccia.
Il termine "pickaxe" è un'alterazione etimologica popolare dell'inglese medio picas tramite picis anglo-francese, pocois francese antico e direttamente dal latino medievale picosa "pick", correlato al latino picus "picchio". Sebbene i picconi moderni di solito abbiano una testa con un'estremità appuntita e una lama appiattita simile a un'ascia all'altra estremità, l'ortografia corrente è influenzata da "ascia" e "piccone", o a volte semplicemente "piccone" copre tutte le versioni dello strumento.

## Storia
In epoca preistorica un grande corno di cervo di una specie adatta veniva spesso tagliato fino all'asta e al dente più basso e usata come piccone a una punta, e con essa a volte la scapola di un grande animale come una pala grezza. Durante la guerra in epoca medievale, il piccone veniva usato come arma.

## Come arma
Il piccone è stato adattato come un'arma per il combattimento corpo a corpo nei tempi antichi. Nel corso dei secoli alcuni suoi aspetti furono incorporati in varie asce di battaglia.
Il manico del piccone viene talvolta usato come mazza per picchiare. Nel romanzo Furore di John Steinbeck, i manici dei picconi venivano usati contro i contadini migranti e il governatore della Georgia Lester Maddox minacciò notoriamente di usare un manico d'ascia simile e più snello per impedire ai neri di entrare in un ristorante "bianco" nei caldi giorni dell'America movimento per i diritti civili degli anni '60.